# Supercroc (film, 2007)
Pour plus de détails, voir Fiche technique et Distribution.
Supercroc est un film américain réalisé par Scott Harper, sorti en 2007.

## Synopsis
Une équipe de soldats est chargée d'arrêter un crocodile géant, et de l'empêcher de rejoindre la ville de Los Angeles.

## Fiche technique
- Titre : Supercroc
- Titre original : Supercroc
- Réalisation : Scott Harper
- Scénario : Steve Bevilacqua et David Michael Latt
- Production : David Michael Latt
- Société de production : The Asylum
- Photographie : Steven Parker
- Musique : Eliza Swenson
- Pays d'origine : États-Unis
- Format : Couleurs - 2,35:1 - Dolby Digital - 35 mm
- Genre : Action, horreur, science-fiction et thriller
- Durée : 85 minutes
- Dates de sortie : 2007 (USA)

## Distribution
- Cynthia Rose Hall : Soldat Celia Perez
- Matthew Blashaw : Capitaine Joe Lynch
- Kim Little : Dr. Leah Perrot
- David Novak : General McFadden
- Kristen Quintrall : Lieutenant Henche
- Marat Glazer : Major Falk
- Noel Thurman : Reynolds
- Steven Glinn : Jackson
- Allen Duncan : Quinn
- Michael Tower : McCoy
- Shaley Scott : Sergent Julie Davenport
- Kim Garrett : Druitt
- Elvan Price Jr. : Pilote de l'hélicoptère
- Jason DeParis : Dryer
- Matthew Scott Wilcox : Commandant Hart
- Eric Spudic : Soldat Forney
- Andy Holt : Martin
- Cougar Zank : Myers
- John Northcutt et Nathan Bakes : Soldats
- Terry Harsha, Ryan Roper, Rashed Islam, K. J. Wilkinski et Garth Hassell : Soldats américains

## Tournage
Le tournage s'est déroulé à Santa Clarita et Los Angeles, en Californie.